# ويكي هاو
ويكي هاو (بالإنجليزية: WikiHow)‏ هو مشروع ويكي لبناء موسوعة عن كيفية عمل الأشياء، ومحتويات الموقع في سبع لغات هي الإنجليزية والإسبانية والألمانية والفرنسية والبرتغالية والعربية والروسية، وجميعها تحت ترخيص مشاع مبدع
تم إطلاق ويكي هاو العربية في بداية سنة 2008، لا تتردد في كتابة، ترجمة أو تعديل مقال لتنمية ويكي هاو العربية، والموقع يستعمل لإدارته نسخة معدلة من برنامج ميدياويكي، ويعتمد الموقع في تمويله على عرض إعلانات مصغرة ولكن لا تظهر هذه الإعلانات للمستخدمين المشتركين، وبلغ عدد الأعضاء المسجلين في ويكي هاو 74268 عضو.
وقد بدأت النسخة العربية من ويكي هاو في أوائل 2008 وتحتوي الآن على 90 الف مقالة.

## التاريخ
تأسست ويكي هاو في 15 يناير 2005 على يد رائد الأعمال الأمريكي جاك هيريك كشركة هادفة للربح كما تعمل لأغراض اجتماعية بهدف إنشاء دليل إرشادي شامل يقدم تعليمات دقيقة ومحدثة باستمرار لكيفية أداء العديد من المهام بلغات متعددة من خلال السماح لأي شخص بتعديل الصفحات. وقد استوحيت فكرة ويكي هاو من مشروع الموسوعة الحرة ويكيبيديا، إلا أنها لا تمت بأية صلة لمؤسسة ويكيميديا صاحبة مشروع ويكيبيديا والمشروعات الشقيقة، باستثناء أن كلا المنظمتين تستخدمان برنامج ميدياويكي المجاني مفتوح المصدر.
تهدف ويكي هاو إلى نشر أكبر قدر من التعليمات الإرشادية الأكثر إفادة في العالم لتمكين الأشخاص حول العالم من تعلم كيفية القيام بأي شيء.
اختارت المؤسسة غير الربحية «كمبيوتر محمول لكل طفل» في عام 2006 موقع ويكي هاو كأحد مصادر المحتوى لأجهزة الكمبيوتر المحمولة التعليمية التي توزعها حول العالم.
اختارت شركة جوجل في عام 2014 موقع ويكي هاو كأحد المواقع الشريكة في إطلاق خدمة مساهم جوجل وهي منصة إنترنت من جوجل تحتوي على عدد من المواقع يمكن تصفحها بدون ظهور أية إعلانات مقابل دفع مساهمة شهرية.
استحوذت ويكي هاو في 24 مارس 2016 على موقع جايد سنترال، وهو موقع إلكتروني يركز على تقديم تعليمات إرشادية للقيام بالمشروعات العملية.

## إحصائيات
نشر المقال 25000 على موقع ويكي هاو في 21 سبتمبر 2007، وفي عام 2009 تجاوز عدد زوار الموقع 20 مليون زائر شهريًا.
حصلت مقالة بعنوان «كيفية إنقاص الوزن بسرعة» في 11 إبريل 2010 على 5 ملايين مشاهدة لتكون بذلك أعلى المقالات مشاهدة على الموقع. وتعد مقالة «كيفية أخذ لقطة شاشة في نظام مايكروسوفت ويندوز» أكثر المقالات شيوعًا على الموقع.
أصبح موقع ويكي هاو يحتوي على أكثر من 212000 مقالة إرشادية مجانية، وعلى ما يزيد عن 2.1 مليون مستخدم مسجل في مطلع عام 2020.

## تحرير وتعديل المقالات
يسمح موقع ويكي هاو للمحررين بإضافة المحتوى وحذفه وتعديله عبر لوحة معلومات المجتمع، وباستخدام عدد من الأدوات والتطبيقات مثل المدقق الإملائي، وأداة المصنف التي تحدد فئات المقالات بحسب الموضوع، وأداة نسخ المقالات منخفضة الجودة التي تنتظر المراجعة والتحسين للحفاظ على جودة الأسلوب والشكل. يتعاون أعضاء مجتمع ويكي هاو بمجرد إنشاء أي مقال لتحسين جودته، حيث يقوم المتطوعون بفحص كل تعديل ومراجعته من خلال «دورية التغييرات الأخيرة» وفقًا لمعايير ويكي هاو مع تجاهل التعديلات السيئة أو التخريبية، والإبقاء على التحسينات الجيدة فقط. يقوم موظفو ويكي هاو بإضافة ملفات الصور إلى المقالات على الموقع، كما يمكن للمستخدمين المسجلين أيضًا المساهمة بالصور.